# قله تلغر
قله تَلغَر (به قزاقی: Pik Talgar) یک کوه در قزاقستان است که در شهرستان تلغر واقع شده‌است. قله تلغر ۴٬۹۷۹ متر بالاتر از سطح دریا واقع شده‌است.